# Mesophyllum laxum
Mesophyllum laxum M.Lemoine, 1929  é o nome botânico  de uma espécie de algas vermelhas  pluricelulares do gênero Mesophyllum, subfamília Melobesioideae.
- São algas marinhas encontradas nas Ilhas Galápagos.

## Sinonímia
- Não apresenta sinônimos.